# Publio Filippo Mantovano
Publio Filippo Mantovano (XV secolo – XVI secolo) è stato un drammaturgo italiano.

## Biografia
Publio Filippo Mantovano visse tra la fine del XV secolo e gli inizi del XVI secolo.
Mantovano è ricordato per la sua unica opera nota, il Formicone, una commedia in cinque atti, rappresentata a Mantova il 12 novembre 1503, dagli scolari dell'umanista Francesco Vigilio, ritenuta dagli storici della letteratura la prima commedia regolare in lingua italiana, seguita da Cassaria di Ludovico Ariosto.
Nel prologo dell'opera, Mantovano si definì adolescente e nello scrivere la commedia, l'autore dilettante, si ispirò ad una novella contenuta ne Le metamorfosi di Apuleio.
La trama della commedia è incentrata sulle vicende del servo Formicone, che riceve da Barbaro, un marito geloso, il compito di assistere la giovane Polifila durante la sua assenza; il giovane appassionato Filetero però corrompe il servo e riesce a divertirsi con Polifila. Al suo rientro Barbaro si accorge che il servo non è stato attento e diligente e decide di punirlo. Quando Formigone sembra in grande difficoltà, tutto si risolve positivamente, grazie ad una astuzia di Filitero ai danni di Barbaro.
Alcuni personaggi sono ispirati agli originali di Apuleio, anche per quanto riguarda il nome, invece Mantovano inserì nuovi protagonisti fondamentali, come il parassita Licopino, che aiuta Filitero ad incontrare la sua amante, oltre a Sirisca, la donna di Formigone, che svolge un ruolo importante nella corruzione del servo.
Oltre a ispirarsi ad Apuleio, il giovane Mantovano fu influenzato dai modelli di Plauto e Terenzio, sia per la composizione in cinque atti sia per la presenza di un prologo introduttivo; inoltre non sempre il lessico risulta ricercato; infine l'opera rispetta l'unità aristotelica di tempo, spazio e azione.
La commedia ottenne un buon successo e venne rappresentata in seguito non solamente a Mantova, ma anche in numerose località della provincia e fu stampata a Roma nel 1524 e a Venezia, nel 1530, la prima edizione del libro Formicone.
Isabella d'Este scrisse al marito Francesco Gonzaga, poche ore dopo essere stata spettatrice della recita del Formicone:
(Isabella d'Este, 12 novembre 1503)